# Chi Sả
Chi Sả (danh pháp khoa học: Cymbopogon) là một chi chứa khoảng 55 loài trong họ Poaceae, có nguồn gốc ở vùng nhiệt đới và ôn đới ấm của Cựu Thế giới. Chúng là các loại cỏ sống lâu năm và cao. Tên gọi thông thường là sả.

## Sử dụng
Sả được sử dụng rộng rãi như là một loại cây thuốc và gia vị tại các nước châu Á (đặc biệt là của người Thái, người Lào, người Khmer và người Việt) cũng như tại khu vực Caribe. Sả có hương vị như chanh, có thể dùng ở dạng tươi hay sấy khô và tán thành bột. Phần cuống khá cứng, không ăn được nhưng lõi non bên trong mềm hơn, có thể đem thái nhỏ dùng như gia vị. Sả cũng có thể đem cất lấy tinh dầu. Thành phần chính trong tinh dầu sả là citral (3,7-đimêtyl-2,6-octađienal)
Sả nói chung được dùng pha nước uống (phổ biến ở châu Phi), nấu thành súp và các món cà ri. Nó cũng rất thích hợp cho các món chế biến từ thịt gia cầm và hải sản.

## Phân loại
- Sả dịu (Cymbopogon flexuosus) có nguồn gốc ở Ấn Độ, Sri Lanka, Myanma và Thái Lan trong khi sả chanh (Cymbopogon citratus) được cho là có nguồn gốc từ Malaysia. Hai loài này có thể được sử dụng tương tự như nhau, tuy nhiên C. citratus phù hợp hơn khi dùng cho ẩm thực. Tại Ấn Độ, C. citratus được dùng cả trong y học và trong sản xuất nước hoa.

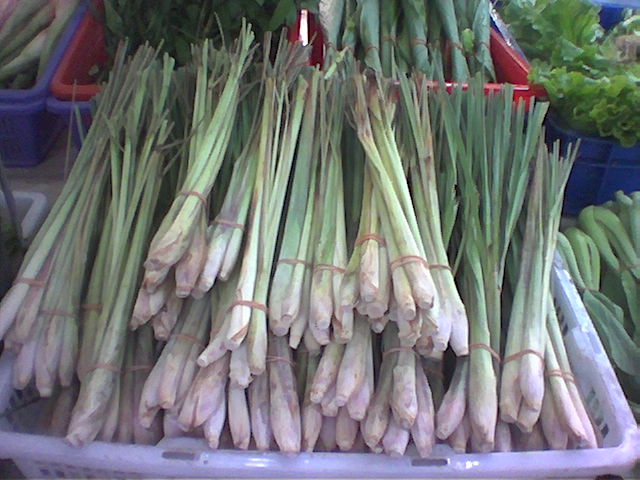
Cây sả chanh tại quầy ngoài chợ

- Sả Sri Lanka (Cymbopogon nardus) và sả Java (Cymbopogon winterianus) tương tự như các loài trên, nhưng có thể mọc cao tới 2 m; phần gốc có màu đỏ. Các loài này được dùng để sản xuất tinh dầu sả, được dùng trong xà phòng, thuốc trừ muỗi trong các loại bình xịt diệt côn trùng hay nến cũng như trong điều trị bằng xoa bóp dầu thơm. Các thành phần cơ bản của tinh dầu sả, geraniol và citronellol, là các chất khử trùng, vì thế dầu sả được dùng trong các chất tẩy uế và xà phòng gia dụng. Ngoài việc sản xuất tinh dầu sả, cả hai loài này cũng được dùng trong ẩm thực hay làm chè uống.

- Sả hồng hay sả hoa hồng (Cymbopogon martinii) là một loài khác được sử dụng trong công nghiệp sản xuất nước hoa. Nó là loài cỏ sống lâu năm mọc thành bụi cao tới 150 cm với lá và thân củ nhỏ hơn so với các loài trên. Lá và hoa chứa tinh dầu có hương vị thơm ngọt, được sử dụng trong sản xuất geraniol. Sả hồng cũng được chưng cất thành tinh dầu palmarosa và được sử dụng trong điều trị bằng dầu thơm vì có tác dụng làm dịu tinh thần, giảm bớt căng thẳng thần kinh.

Một thứ của sả miền núi cao (chưa xác định được tên khoa học) gọi là juzai, được dùng trong ẩm thực của người Kyrgyz, Đông Can và Duy Ngô Nhĩ.

## Một số loài sả

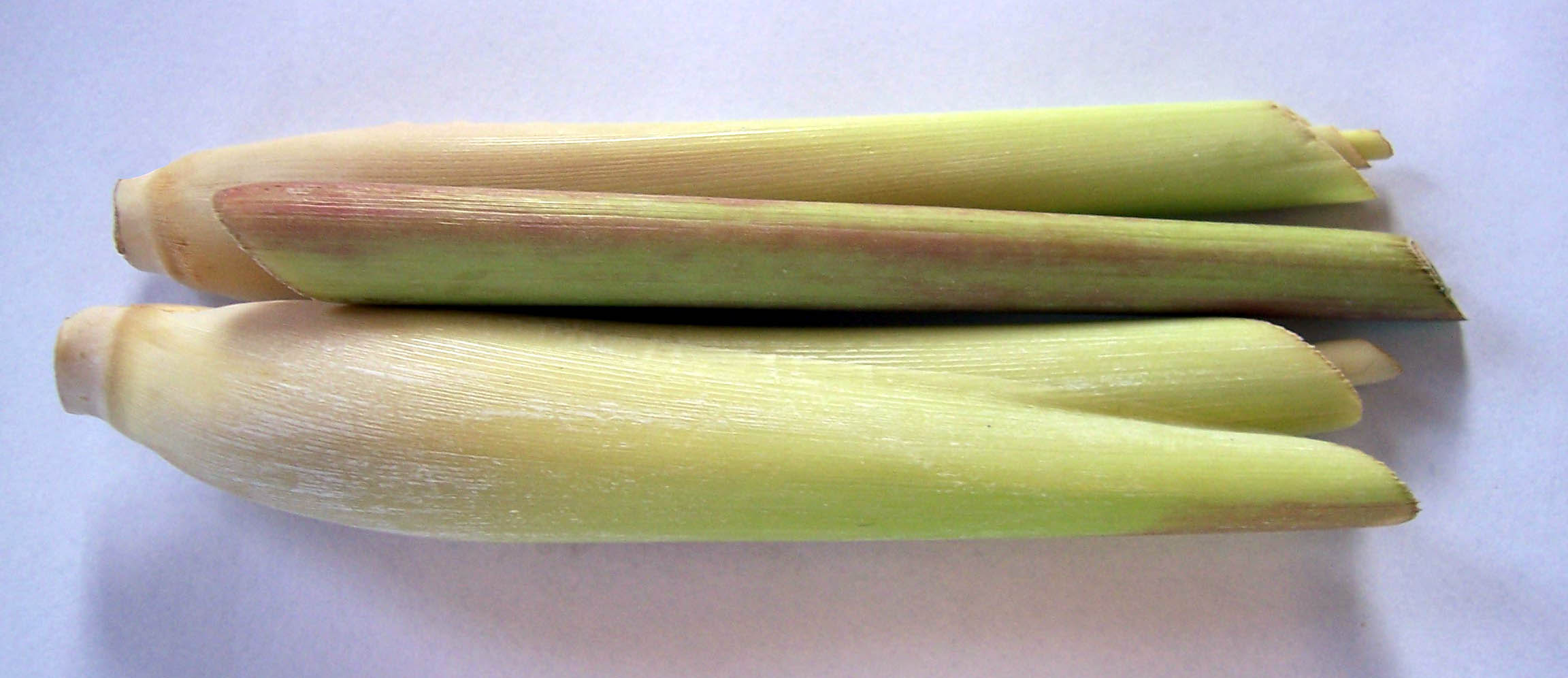
"Củ sả" - phần gốc của thân đã làm sạch.

- Cymbopogon ambiguus: sả Australia, cỏ hương chanh Úc (nguồn gốc Úc)
- Cymbopogon bombycinus: cỏ dầu lụa (nguồn gốc Úc)
- Cymbopogon citratus (đồng nghĩa: Andropogon citratus): sả, sả chanh[1].
- Cymbopogon citriodora:
- Cymbopogon exaltatus (đồng nghĩa Andropogon exaltatus): sả Úc
- Cymbopogon flexuosus (đồng nghĩa Andropogon flexuosus): sả dịu,[1]
- Cymbopogon jwarancusa (đồng nghĩa: Andropogon jwarancusa)
- Cymbopogon jwarancusa x Cymbopogon nardus thứ confertiflorus (đồng nghĩa: Andropogon jwarancusa x Andropogon confertiflorus): cỏ mân khôi
- Cymbopogon martini (đồng nghĩa: Andropogon martini, Andropogon schoenanthus thứ martinii): sả hồng, sả hoa hồng,[1]
  - Cymbopogon martinii thứ martinii (đồng nghĩa: Cymbopogon martinii thứ motia): sả hồng, sả hoa hồng, phong lữ Đông Ấn, cỏ phong lữ, phong lữ Thổ
  - Cymbopogon martinii thứ sofia: sả gừng, cỏ gừng
- Cymbopogon nardus (đồng nghĩa: Andropogon nardus, Cymbopogon afronardus, Cymbopogon validus): sả Sri Lanka,[1] sả Xây lan, sả
- Cymbopogon obtectus Silky-heads (nguồn gốc Úc)
- Cymbopogon pendulus sả tía, sả Jammu,
- Cymbopogon procerus (nguồn gốc Úc)
- Cymbopogon refractus (đồng nghĩa: Andropogon refractus): cỏ xà phòng
- Cymbopogon schoenanthus (đồng nghĩa: Andropogon schoenanthus): cỏ lạc đà, sả Madagascar
- Cymbopogon tortilis: og(k)arukaya (Nhật Bản)
- Cymbopogon winterianus: sả đỏ, sả xòe, sả Java[1]